# Floarea reginei (film)
Floarea reginei (1946) este un film scurt românesc regizat de Paul Călinescu. A fost prezentat la Festivalul Internațional de Film de la Cannes din 1946.

## Actori/Roluri
- Ioana Călinescu
- Ileana Niculescu
- Taian Vrajba